# گذرگاه تاریک
گذرگاه تاریک (به انگلیسی: Dark Passage) فیلمی است ساخته ۱۹۴۷ محصول آمریکا در سبک فیلم نوآر که توسط شرکت برادران وارنر تهیه شده است. کارگردان این فیلم دلمر دیوس و هنرپیشگان اصلی آن هامفری بوگارت و لورن باکال هستند. این فیلم بر پایه رمانی به همین نام نوشته دیوید گودیس ساخته شده‌است. گذرگاه تاریک سومین فیلم از چهار فیلمی بود که بوگارت و باکال که در زندگی واقعی نیز زن و شوهر بودند با هم بازی کردند.
این فیلم به خاطر استفاده از تکنیک نمای دیدگاه که در آن در یک‌سوم اول فیلم چهره شخصیتی که بوگارت بازی می‌کند نشان داده نمی‌شود بلکه محیط اطراف از دید او نشان داده می‌شود معروف است. استفاده خلاقانه فیلم از ویژگی‌های مکانی سان فرانسیسکو نیز قابل اشاره است.
داستان فیلم تلاش‌های فردی به نام پری را دنبال می‌کند که سعی می‌کند از دست قانون گریخته و نام خود را از قتلی که متهم به آن شده پاک سازد.

## داستان
وینسنت پَری (هامفری بوگارت)، متهم به قتل همسرش، از زندان سن کوئنتین در منطقهٔ سان فرانسیسکو می‌گریزد و تحت حمایت آیرین جانسن (لورن باکال) قرار می‌گیرد. سپس با جراحی پلاستیک چهره‌اش را عوض می‌کند تا بتواند فارغ از تعقیب پلیس، قاتل واقعی همسرش را پیدا کند. وینسنت یه آیرین علاقه‌مند می‌شود، اما یافتن و افشای قاتل همسرش را اولویت اول خود قرار می‌دهد. او که سرانجام از پسِ موانع زیادی که در این راه به آن برخورد می‌کند برنمی‌آید، سرانجام به پرو می‌گریزد و طی یک تماس تلفنی، نشانی خود در پرو را به آیرین می‌دهد.

## نگارخانه

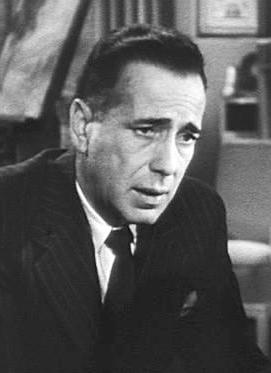
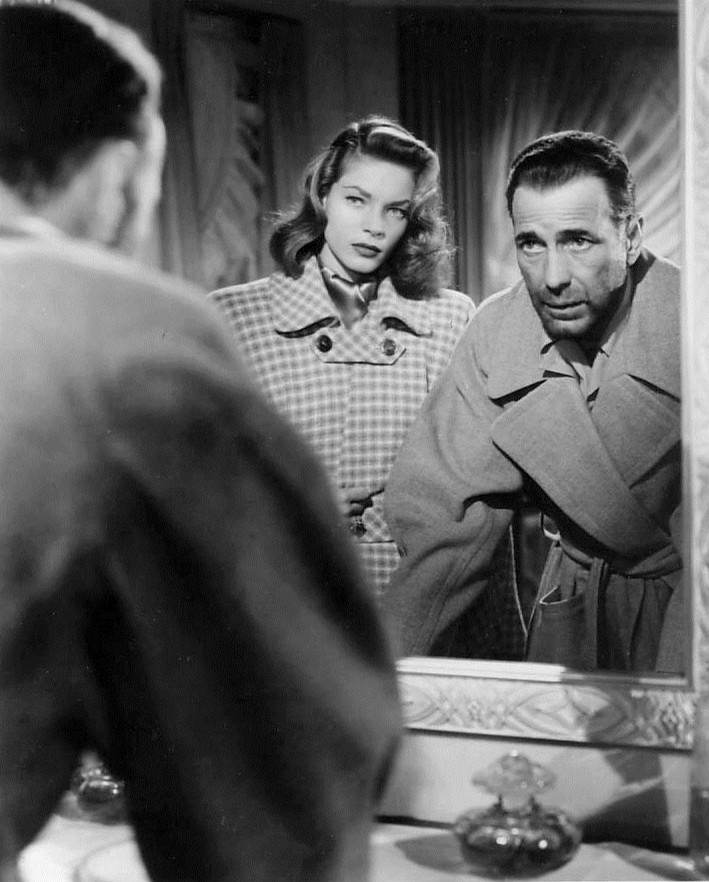
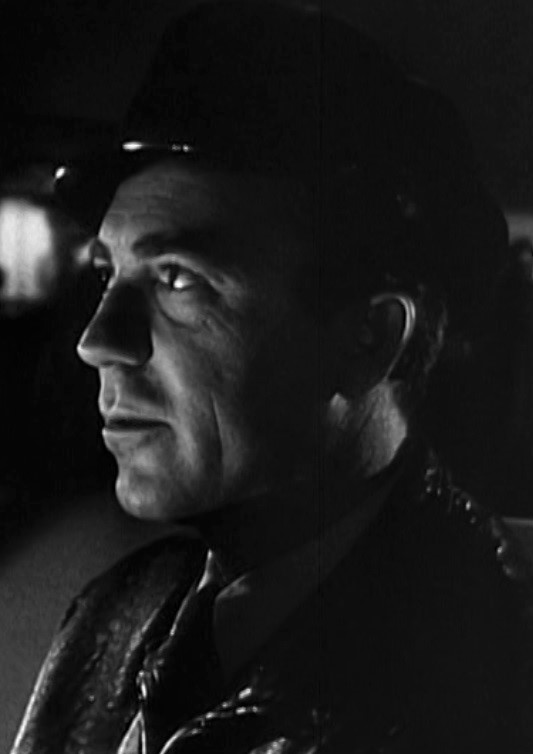